# Nikolaos Kaloudīs
Nikolaos Kaloudīs (in greco Νικόλαος Καλούδης?; 1899) è stato un calciatore greco, di ruolo difensore.

## Carriera

### Nazionale
Fece parte della nazionale greca che partecipò ai Giochi olimpici di Anversa, disputò l'unica partita giocata dalla sua nazionale in quell'edizione.